# یواس‌سی‌جی‌سی ساگبراش (دبلیوال‌بی-۳۹۹)

{{Infobox ship characteristics
یواس‌سی‌جی‌سی ساگبراش (دبلیوال‌بی-۳۹۹) (به انگلیسی: USCGC Sagebrush (WLB-399)) یک کشتی بود که طول آن ۱۸۰ فوت (۵۵ متر) Length overall بود. این کشتی در سال ۱۹۴۳ (میلادی)|۱۹۴۳]] ساخته شد.